# Кім Джи Сон
У цьому корейському імені прізвище (Кім) стоїть перед особовим ім'ям.
Кім Джи Сон (кор. 김지성, 7 листопада 1924 — 12 листопада 1982, Сеул) — південнокорейський футболіст, що грав на позиції півзахисника за «Клуб Армії Сеула», а також національну збірну Південної Кореї.

## Клубна кар'єра
У футболі відомий виступами за команду «Клуб Армії Сеула», кольори якої і захищав протягом усієї своєї кар'єри гравця. 
| Дата      | Місто   | Господарі      | Результат | Гості             | Турнір                    | Голи | Примітки |
| --------- | ------- | -------------- | --------- | ----------------- | ------------------------- | ---- | -------- |
| 2-1-1949  | Гонконг | Південна Корея | 2 – 3     | Китай             | товариський матч          | -    |          |
| 14-3-1954 | Токіо   | Південна Корея | 2 – 2     | Японія            | Відбір до ЧС 1954         | -    |          |
| 4-5-1954  | Маніла  | Південна Корея | 8 – 2     | Афганістан        | Азійські ігри 1954        | -    |          |
| 8-5-1954  | Маніла  | Тайвань        | 5 – 2     | Південна Корея    | Азійські ігри 1954        | -    | 46'      |
| 20-6-1954 | Женева  | Туреччина      | 7 – 0     | Південна Корея    | ЧС 1954 - 1-й етап        | -    |          |
| 26-8-1956 | Сеул    | Південна Корея | 2 – 0     | Тайвань           | Відбір до Кубка Азії 1956 | -    |          |
| 2-9-1956  | Тайбей  | Тайвань        | 1 – 2     | Південна Корея    | Відбір до Кубка Азії 1956 | -    |          |
| 6-9-1956  | Гонконг | Південна Корея | 2 – 2     | Гонконг           | Кубок Азії 1956           | 1    |          |
| 8-9-1956  | Гонконг | Ізраїль        | 1 – 2     | Південна Корея    | Кубок Азії 1956           | -    |          |
| 15-9-1956 | Гонконг | Південна Корея | 5 – 3     | Південний В'єтнам | Кубок Азії 1956           | -    |          |
| 18-2-1958 | Гонконг | Гонконг        | 3 – 2     | Південна Корея    | товариський матч          | -    |          |
| 26-5-1958 | Токіо   | Південна Корея | 2 – 1     | Сінгапур          | Азійські ігри 1958        | -    |          |
| 30-5-1958 | Токіо   | Південна Корея | 3 – 1     | Південний В'єтнам | Азійські ігри 1958        | -    |          |
| 31-5-1958 | Токіо   | Південна Корея | 3 – 1     | Індія             | Азійські ігри 1958        | -    |          |
| 1-6-1958  | Токіо   | Тайвань        | 3 – 2     | Південна Корея    | Азійські ігри 1958        | -    |          |
| Усього    |         | Матчів         | 16        |                   | Голів                     | 1    |          |

Помер 12 листопада 1982 року на 59-му році життя.

## Титули і досягнення
- Срібний призер Азійських ігор: 1954, 1958
- Володар Кубка Азії: 1956